# Chambois (Eure)
Chambois es una comuna nueva francesa situada en el departamento de Eure, de la región de Normandía.

## Historia
Fue creada el 1 de enero de 2016, en aplicación de una resolución del prefecto de Eure de 23 de noviembre de 2015 con la unión de las comunas de Avrilly, Corneuil y Thomer-la-Sôgne, pasando a estar el ayuntamiento en la antigua comuna de Avrilly.

## Demografía
| Gráfica de evolución demográfica de Chambois (Eure) entre 1800 y 2013 |
|                                                                       |

Los datos entre 1800 y 2013 son el resultado de sumar los parciales de las tres comunas que forman la nueva comuna de Chambois, cuyos datos se han cogido de 1800 a 1999, para las comunas de Avrilly, Corneuil y Thomer-la-Sôgne de la página francesa EHESS/Cassini. Los demás datos se han cogido de la página del INSEE.

## Composición
| Comuna delegada | Código INSEE | Población (2013) | Superficie (km²) | Densidad (hab./km²) |
| --------------- | ------------ | ---------------- | ---------------- | ------------------- |
| Avrilly         | 27032        | 442              | 7.19             | 61                  |
| Corneuil        | 27172        | 551              | 11.31            | 49                  |
| Thomer-la-Sôgne | 27634        | 327              | 9.10             | 36                  |